# Șcheia (Suceava)
Șcheia è un comune della Romania di 8 555 abitanti, ubicato nel distretto di Suceava, nella regione storica della Bucovina.
Il comune è formato dall'unione di 5 villaggi: Florinta, Mihoveni, Sfântu Ilie, Șcheia, Trei Movile.